# JAPAN RUGBY LEAGUE ONE 2022
ジャパンラグビーリーグワン 2022（ジャパンラグビーリーグワン2022）は、2022年1月7日（実質1月8日 理由後述）から5月29日にかけて開催された日本のラグビーユニオンによるリーグ戦である。ジャパンラグビートップリーグからの再編後の新大会として第1回、トップリーグからの通算で19回目にあたる社会人全国リーグとなる。
本大会は2021年11月10日に主催団体からスポンサー企業・団体が発表された際、日本電信電話株式会社（NTT）とタイトルパートナー（冠特別協賛）契約を締結し、「NTT JAPAN RUGBY LEAGUE ONE 2022」（エヌティーティー・ジャパンラグビー・リーグワン2022）とすることが決定された。

## 開幕戦
- 2020年から続く新型コロナウイルス感染症の影響により、2022年1月7日夜に国立競技場で開幕戦として予定されていた「クボタスピアーズ船橋・東京ベイ対埼玉パナソニックワイルドナイツ」の対戦が中止になった[注釈 1]。
- これにより、1月8日正午に神戸総合運動公園ユニバー記念競技場で開催された「コベルコ神戸スティーラーズ対NTTコミュニケーションズ シャイニングアークス東京ベイ浦安」が、実質の開幕戦となった[2]。
- 玉塚元一理事長による開会宣言は、1月8日15時30分に味の素スタジアムで開催された「東京サントリーサンゴリアス対東芝ブレイブルーパス東京」の試合前に行われた[3]。

## 参加チーム
都道府県名の後に「・」がある場合は、都道府県単位でもホスト・セカンダリーホストエリアの設定あり。参加チームは2020年のシーズン開幕前までに申請した25クラブから、ジャパンラグビートップリーグ2021の成績なども総合的に加味したうえで、各クラブが参加するカテゴリーを決定した。ただし、コカ・コーラレッドスパークス（本拠地・福岡市） からも新リーグへの参加申し込みがあったが、2021シーズンの終了をもって活動停止（休部） となり、参加申請を取り下げたため、本シーズンのリーグ戦には参戦しない。
本年度は旧「トップリーグ」に当たる1部は2021年の16チームから4減の12チーム、旧「トップチャレンジ」に相当する2部は8チームから2減の6チーム、新設の3部も6チームで構成されている。
2021年レギュラーシーズン成績欄 のうち、「レッド○○位」「ホワイト○○位」とあるのは、2021年トップリーグファーストステージにおける、レッドカンファレンス、ホワイトカンファレンスのそれぞれグループ戦の順位、「チャレンジ○○位」は2021年トップチャレンジリーグの最終順位決定戦に基づいた順位、また2021年総合順位はリーグ戦終了後に行われたプレーオフトーナメントの結果に基づいた順位（ただし、準々決勝=ベスト8まで進出したチームは一律5位タイ、2回戦敗退=ベスト16まで進出したチームは一律9位タイ、1回戦敗退チームは一律17位タイ。プレーオフに出場できなかったチャレンジリーグ所属チームはチャレンジリーグ最終順位決定戦の結果に沿った順位）を示す。

### DIVISION 1
1部リーグは12チームを2021年度トップリーグファーストステージの成績に基づいて、チーム名の左に記した2つのカンファレンスに分けている。
- カンファレンスA  GR東葛、SA浦安、S東京ベイ、神戸S、埼玉WK、横浜E
- カンファレンスB  RH大阪、静岡B、東京SG、BL東京、トヨタV、BR東京

| カンファレンス | チーム名 （呼称/略称） | 2021年レギュラーシーズン成績 | 2021年総合順位 | ホストエリア                                                        | セカンダリーホストエリア               | 主たるホームスタジアム                                                     | 加盟 年度 | トップリーグおよびその下部リーグ（TL/TCL）等時代の名称 | 備考 |
| -------------- | --- | ---------------------------- | -------------- | ------------------------------------------------------------------- | -------------------------------------- | -------------------------------------------------------------------------- | --------- | ------------------------------------------------------ | ---- |
| A              | NECグリーンロケッツ東葛 （グリーンロケッツ東葛/GR東葛） Green Rockets Tokatsu                                                       | ホワイト8位                  | 9位            | 千葉県我孫子市                                                      | 柏市・松戸市・流山市・野田市・鎌ケ谷市 | 柏の葉公園総合競技場                                                       | 2022      | NECグリーンロケッツ                                    |      |
| A              | NTTコミュニケーションズ シャイニングアークス東京ベイ浦安 （シャイニングアークス東京ベイ浦安/SA浦安） Shining Arcs Tokyo-Bay Urayasu | レッド4位                    | 9位            | 千葉県浦安市・東京都江東区及び周辺地域                              | 宮城県仙台市                           | 秩父宮ラグビー場 江東区夢の島陸上競技場                                    | 2022      | NTTコミュニケーションズシャイニングアークス            |      |
| B              | NTTドコモレッドハリケーンズ大阪 （-/RH大阪） NTT docomo Red Hurricanes Osaka                                                        | ホワイト3位                  | 5位            | 大阪府大阪市                                                        |                                        | ヨドコウ桜スタジアム ヤンマースタジアム長居 ヤンマーフィールド長居         | 2022      | NTTドコモレッドハリケーンズ                            |      |
| A              | クボタスピアーズ船橋・東京ベイ （-/S東京ベイ） Kubota Spears Fnabashi Tokyo-Bay                                                     | レッド3位                    | 3位            | 東京都江戸川区・中央区 千葉県市川市・船橋市・千葉市・市原市・成田市 |                                        | 江戸川区陸上競技場                                                         | 2022      | クボタスピアーズ                                       |      |
| A              | コベルコ神戸スティーラーズ （-/神戸S） Kobelco Kobe Steelers                                                                        | ホワイト2位                  | 5位            | 兵庫県神戸市                                                        |                                        | 神戸総合運動公園ユニバー記念競技場 ノエビアスタジアム神戸                  | 2022      | 神戸製鋼コベルコスティーラーズ                         |      |
| A              | 埼玉パナソニックワイルドナイツ （埼玉ワイルドナイツ/埼玉WK） Saitama Wild Knights                                                   | ホワイト1位                  | 1位            | 埼玉県                                                              |                                        | 熊谷ラグビー場                                                             | 2022      | パナソニック ワイルドナイツ                            |      |
| B              | 静岡ブルーレヴズ （-/静岡BR） Shizuoka Blue Revs                                                                                    | ホワイト6位                  | 9位            | 静岡県                                                              |                                        | ヤマハスタジアム                                                           | 2022      | ヤマハ発動機ジュビロ                                   |      |
| B              | 東京サントリーサンゴリアス （東京サンゴリアス/東京SG） Tokyo Sungoliath                                                             | レッド1位                    | 2位            | 東京都・港区・府中市・調布市・三鷹市                                |                                        | 味の素スタジアム 秩父宮ラグビー場                                          | 2022      | サントリーサンゴリアス                                 |      |
| B              | 東芝ブレイブルーパス東京 （-/BL東京） Toshiba Brave Lupus Tokyo                                                                     | レッド5位                    | 9位            | 東京都・府中市・調布市・三鷹市                                      |                                        | 味の素スタジアム 駒沢オリンピック公園総合運動場陸上競技場 秩父宮ラグビー場 | 2022      | 東芝ブレイブルーパス                                   |      |
| B              | トヨタヴェルブリッツ （-/トヨタV）Toyota Verblitz                                                                                   | レッド2位                    | 3位            | 愛知県・豊田市・名古屋市・みよし市                                  |                                        | 豊田スタジアム パロマ瑞穂ラグビー場                                        | 2022      | トヨタ自動車ヴェルブリッツ                             |      |
| A              | 横浜キヤノンイーグルス （-/横浜E） Yokohama Canon Eagles                                                                            | ホワイト5位                  | 5位            | 神奈川県横浜市                                                      | 大分県                                 | ニッパツ三ツ沢球技場 昭和電工ドーム                                        | 2022      | キヤノンイーグルス                                     |      |
| B              | リコーブラックラムズ東京 （ブラックラムズ東京/BR東京） Black Rams Tokyo                                                             | ホワイト4位                  | 5位            | 東京都・世田谷区                                                    |                                        | 駒沢オリンピック公園総合運動場陸上競技場 秩父宮ラグビー場                  | 2022      | リコーブラックラムズ                                   |      |

## 試合方式

### DIVISION 1（試合方式）
12チームを上述の通り2021年シーズンの成績をもとに6チームずつ2組に分け、同一グループはホスト・アンド・ビジター（ホーム・アンド・アウェーと同義）による2回総当たり（1チーム10試合）、別グループとの交流戦はどちらかのホームスタジアムにおけるホストorビジター（ホームorアウェーと同義）による1回総当たり（1チーム6試合　それぞれホーム・アウェー3試合ずつ）の合計16試合を行う。
当初は組み分けに関係なく、リーグ戦16試合の総合成績で優勝を決める予定だったが、上位4チームに関してはリーグ戦終了後、トーナメント方式によるプレーオフ（準決勝2試合、決勝、3位決定戦）を行って優勝を決めるやり方に変更された。5位以下はリーグ戦の成績により決定する。
なおプレーオフにおいては、80分で同点で終わった場合は10分間の延長戦をサドンデス方式で行い、10分以内で先に何らかの得点を挙げた段階でその試合の勝利チームとして試合終了とする。
- なお、延長戦は後半終了から5分後に行い、両チームはピッチレベルにとどまらなければならない。
- 後半終了5分以内にレフェリーは、両チームのゲームキャプテンを呼び、コイントスによる抽選を行い、その結果で選択権を得たチームのキャプテンが、その場でボール、またはエリアの選択を行う。
- 出場メンバーは原則として後半終了時のメンバーを継続させるものとし、交代・入れ替えもそのまま引き継ぐものとするが、シンビンなどにより一時的に退出している選手がいる場合は、ランニングタイムで時間を計測し、制限時間内に復帰宣告しなければ正式な後退をするものとみなす（通常出血交代であれば15分以内、HIA=脳震盪者などの発生を伴うものは12分以内とする）

それでも決着が付かなかった場合はキッキングコンペティションを行う。
- 延長戦終了後、コイントスを行い、選択権を得たチームのゲームキャプテンが先攻か後攻かを選ぶ。
- 両チームは5名のキッカーとその試技順を開始前にレフェリーに提出する。ただし、延長戦終了時点で競技エリアにいた選手のみが参加でき、交代者、シンビン・出血・HIAによる一時後退を含む退場が発生した場合も含め、競技エリア外にいた選手は試技に参加することはできない。
- キッキングコンペティションは延長終了後5分後に行い、両チームは22メートル（m）ラインから後方の3か所のエリアから、レフェリーに申告した選手の順番に沿って、交互にキックを行うものとする。
- エリアは以下の通りとする
第1・4エリア：ゴール真正面
第2・5エリア：ゴールから向かって左15 ⅿライン上
第3エリア：ゴールより向かって右15 ⅿライン上
- これを5人ずつ全員蹴るか、残りのキック数に対していずれかのチームが相手側の得点を超えることができないと判断するまで繰り返し行う。
- 5人目終了時で同点の場合は再び1人目（6人目）・第1エリアの選手よりサドンデス方式により勝敗を決定する
- キッカーとなった5人はハーフウェーラインで、それ以外の選手とスタッフは競技エリア外のベンチ付近で待機する[8]

### 勝ち点の配分[8]
- 全ディビジョン共通で、基本勝ち点は、勝利4、引き分け双方2、負け0とする。
- ただし、7点差以内の負けである場合の負けチーム、並びに3トライ差以上を付けて勝利したチームには上記の勝ち点とは別に「ボーナスポイント」として勝ち点1を追加する。
- 同じ勝ち点である場合は、

1. 勝利数
2. 勝ち点・勝利数が同じ当該チーム間の勝ち点
3. さらにそれでも同じ場合は当該チーム間の得失点差
4. 全試合の得失点差
5. 当該チーム間のトライ数
6. 全試合のトライ数
7. 当該チーム間のトライ後のゴール数
8. 全試合のトライ後のゴール数
9. それでも同じ場合は抽選

の順番で順位を決定する。
- ただし、試合中止となり、その振替開催も不可能と判断した場合は、当該試合は開催されたものと見なし、以下の通りに勝ち点を扱う。ただし別途定めるエントリー人数の不足によるものは、理由の如何にかかわらず、そのチームの責任に帰するべき事由があるものと扱う。

1. 双方のチームの責任に帰するべき理由によらず、不可抗力により中止となった場合は、引き分けの扱いと見なし、双方に勝ち点2を与える。得失点の取り扱いは、0-0とする。
2. どちらか一方のチームの責任に帰するべき理由で試合が中止となった場合は、帰責性のあるチームの不戦敗（勝ち点0）と見なし、対戦相手側のチームに対して勝ち点5を与える。得失点の取り扱いは、21(3T3G)-0とする。
3. 双方のチームの責任に帰するべき理由で試合が中止となった場合は、双方のチームを不戦敗（勝ち点0）と見なす。得失点の取り扱いは、0-0とする。

### 入れ替え方式
2023年度の上位・下位のリーグの入れ替えについては、ディビジョン1とディビジョン2間はディビジョン1の10－12位とディビジョン2の1－3位、ディビジョン2とディビジョン3間はディビジョン2の4－6位とディビジョン3の1－3位が入れ替え戦を行う予定とされ、その後、
- ディビジョン1・ディビジョン2間はディビジョン1・10位対ディビジョン2・3位、ディビジョン1・11位対ディビジョン2・2位、ディビジョン1・12位対ディビジョン2・1位
- ディビジョン2・ディビジョン3間はディビジョン2・4位対ディビジョン3・3位、ディビジョン2・5位対ディビジョン3・2位、ディビジョン2・6位対ディビジョン3・1位

のそれぞれH&A2試合制で行うことが発表された。また2部のチームが1部に昇格した場合の2023年シーズンの組み分けについては、入れ替え戦の結果は影響させないものとする。
SA浦安とRH大阪の再編による、NTTドコモの運営するチームの再審査及び宗像Bの休部による昇格機会の辞退関係で、入れ替え戦フォーマットに以下の通りに変更があった。
- ディビジョン2の1位チームがディビジョン1へ自動昇格。
- ディビジョン3の宗像Bを除く最上位チームがディビジョン2へ自動昇格。
- ディビジョン1・ディビジョン2間は、ディビジョン1からRH大阪を除く下位2チームとディビジョン2の最終順位が2位と3位のチーム
- ディビジョン2・ディビジョン3間は、ディビジョン2の6位のチームとディビジョン3の宗像Bを除き2位のチーム

なおトップリーグ・トップチャレンジリーグ時代 に実施されていた3地域リーグとの入れ替え戦 はこの2022年シーズンは実施しない。

## 順位表
| リーグ順位 | チーム                                                   | 試合数 | 勝 | 分 | 負 | 得点 | 失点 | 得失差 | ボーナスP | 勝点 | プレーオフ/入替戦                     | 最終順位                              |
| --- | -------------------------------------------------------- | ------ | -- | -- | -- | ---- | ---- | ------ | --------- | ---- | ------------------------------------- | ------------------------------------- |
| 1 | 東京サントリーサンゴリアス                               | 16     | 14 | 0  | 2  | 556  | 286  | 270    | 10        | 66   | プレーオフトーナメントに進出          | 2位                                   |
| 2 | 埼玉パナソニックワイルドナイツ                           | 16     | 14 | 0  | 2  | 527  | 298  | 229    | 5         | 61   | プレーオフトーナメントに進出          | 優勝                                  |
| 3 | クボタスピアーズ船橋・東京ベイ                           | 16     | 12 | 0  | 4  | 555  | 342  | 213    | 10        | 58   | プレーオフトーナメントに進出          | 3位                                   |
| 4 | 東芝ブレイブルーパス東京                                 | 16     | 11 | 0  | 5  | 546  | 393  | 153    | 9         | 53   | プレーオフトーナメントに進出          | ４位                                  |
| 5 | トヨタヴェルブリッツ                                     | 16     | 10 | 0  | 6  | 400  | 346  | 54     | 6         | 46   |                                       |                                       |
| 6 | 横浜キヤノンイーグルス                                   | 16     | 10 | 0  | 6  | 453  | 349  | 104    | 5         | 45   |                                       |                                       |
| 7 | コベルコ神戸スティーラーズ                               | 16     | 7  | 0  | 9  | 521  | 496  | 25     | 8         | 36   |                                       |                                       |
| 8 | 静岡ブルーレヴズ                                         | 16     | 5  | 0  | 11 | 306  | 403  | -97    | 7         | 27   |                                       |                                       |
| 9 | リコーブラックラムズ東京                                 | 16     | 4  | 0  | 12 | 255  | 480  | -225   | 5         | 21   |                                       |                                       |
| 10 | NTTコミュニケーションズ シャイニングアークス東京ベイ浦安 | 16     | 4  | 0  | 12 | 277  | 527  | -250   | 2         | 18   | DIZISION2との入替戦に進出             | DIVISION2 へ降格                      |
| 11 | NTTドコモレッドハリケーンズ大阪                          | 16     | 3  | 0  | 13 | 183  | 431  | -248   | 2         | 14   | チーム再編に向け、DIVISION3へ自動降格 | チーム再編に向け、DIVISION3へ自動降格 |
| 12 | NECグリーンロケッツ東葛                                  | 16     | 2  | 0  | 14 | 307  | 535  | -228   | 6         | 14   | DIZISION2との入替戦に進出             | DIVISION1 残留                        |
| |                                                          |        |    |    |    |      |      |        |           |      |                                       |                                       |
| 上位4チームはプレーオフトーナメントに進出 NTTドコモレッドハリケーンズ大阪は、チーム再編に向けDIVISION3に自動降格 10位・12位が、DIVISION2との入替戦に進出 |                                                          |        |    |    |    |      |      |        |           |      |                                       |                                       |

## 試合結果

### リーグ戦
第1節
| 2022年1月7日 19:15 | クボタスピアーズ船橋・東京ベイ | 中止 | 埼玉ワイルドナイツ | 国立競技場 |
| 2022年1月7日 19:15 |                                |      |                    | 国立競技場 |

| 2022年1月8日 12:00 | コベルコ神戸スティーラーズ                                                                              | 23–24    | シャイニングアークス東京ベイ浦安                                                                  | 神戸総合運動公園ユニバー記念競技場 観客数: 6,120人 レフリー: 関谷惇大 (日本協会A) |
| 2022年1月8日 12:00 | T: バックマン 3' c マクカラン 39' c 中嶋大希 85' c G: クルーデン (1/3) 4' PG: クルーデン (2/3) 51', 69' | レポート | T: フォラウ 12' c, 77' c ペナルティトライ 16' c G: ブラック (2/2) 13', 79' PG: ブラック (1/2) 73' | 神戸総合運動公園ユニバー記念競技場 観客数: 6,120人 レフリー: 関谷惇大 (日本協会A) |

| FB                | 15 | 山中亮平               |              | 49分 |      |      |
| RW                | 14 | アンダーソンフレイザー |              | 59分 |      |      |
| OC                | 13 | リチャード・バックマン |              |      |      |      |
| IC                | 12 | 李承信                 |              |      |      |      |
| LW                | 11 | アタアタ・モエアキオラ | 15分から25分 | 59分 |      |      |
| FH                | 10 | アーロン・クルーデン   |              |      |      |      |
| SH                | 9  | 日和佐篤               |              | 51分 |      |      |
| N8                | 8  | ブロディ・マクカラン   |              |      |      |      |
| OF                | 7  | 橋本皓 ()              |              |      |      |      |
| BF                | 6  | 今村陽良               |              | 53分 |      |      |
| RL                | 5  | JD・シカリング         |              |      |      |      |
| LL                | 4  | 張碩煥                 |              | 65分 | 67分 | 70分 |
| TP                | 3  | 山下裕史               |              | 41分 |      |      |
| HK                | 2  | 有田隆平               |              | 61分 |      |      |
| LP                | 1  | 山本幸輝               |              | 41分 |      |      |
| リザーブメンバー: |    |                        |              |      |      |      |
| HK                | 16 | 松岡賢太               |              | 61分 |      |      |
| PR                | 17 | 中島イシレリ           |              | 41分 |      |      |
| PR                | 18 | 具智元                 |              | 41分 |      |      |
| LK                | 19 | 小瀧尚弘               |              | 65分 |      |      |
| N8                | 20 | トコキオソシセニ       |              | 53分 | 67分 | 69分 |
| SH                | 21 | 中嶋大希               |              | 51分 |      |      |
| CE                | 22 | 中孝祐                 |              |      |      |      |
| CE                | 23 | 井関信介               |              | 61分 |      |      |
| コーチ:           |    |                        |              |      |      |      |
| デーブ・ディロン  |    |                        |              |      |      |      |

| FB                | 15 | イズラエル・フォラウ       |  |      |      |      |
| RW                | 14 | 石井魁                     |  |      |      |      |
| OC                | 13 | シェーン・ゲイツ ()        |  |      |      |      |
| IC                | 12 | トゥクフカ・トネ           |  |      |      |      |
| LW                | 11 | 羽野一志                   |  | 65分 |      |      |
| FH                | 10 | オテレ・ブラック           |  |      |      |      |
| SH                | 9  | 湯本睦                     |  | 65分 |      |      |
| N8                | 8  | リアム・ギル               |  |      |      |      |
| OF                | 7  | 金正奎                     |  |      |      |      |
| BF                | 6  | ジェームス・ムーア         |  |      |      |      |
| RL                | 5  | ジミー・トゥポウ           |  | 68分 |      |      |
| LL                | 4  | 中島進護                   |  | 50分 |      |      |
| TP                | 3  | 平井将太郎                 |  | 52分 |      |      |
| HK                | 2  | 三浦嶺                     |  |      |      |      |
| LP                | 1  | 庵奥翔太                   |  | 47分 | 55分 | 55分 |
| リザーブメンバー: |    |                            |  |      |      |      |
| HK                | 16 | 藤村琉士                   |  |      |      |      |
| PR                | 17 | 齊藤剣                     |  | 47分 | 55分 | 55分 |
| PR                | 18 | 竹内柊平                   |  | 52分 |      |      |
| LK                | 19 | サム・ジェフリーズ         |  | 68分 |      |      |
| N8                | 20 | マッケンジーアレキサンダー |  | 50分 |      |      |
| SH                | 21 | 鶴田諒                     |  | 65分 |      |      |
| FH                | 22 | 本郷泰司                   |  |      |      |      |
| CE                | 23 | ヘンリーブラッキン         |  | 65分 |      |      |
| コーチ:           |    |                            |  |      |      |      |
| ロブ・ペニー      |    |                            |  |      |      |      |

| マン・オブ・ザ・マッチ: イズラエル・フォラウ(シャイニングアークス東京ベイ浦安) タッチジャッジ: 橋元教明 (日本協会A) 八木聖也 (日本協会A) テレビジョンマッチオフィシャル: 織田信次 (九州協会) |

| 2022年1月8日 15:30 | グリーンロケッツ東葛 | 12–33 | 横浜キヤノンイーグルス | 柏の葉公園総合競技場 観客数: 3651人 |
| 2022年1月8日 15:30 | レポート             |       |                        | 柏の葉公園総合競技場 観客数: 3651人 |

| 2022年1月8日 15:30 | 東京サンゴリアス | 60–46 | 東芝ブレイブルーパス東京 | 味の素スタジアム 観客数: 10075人 |
| 2022年1月8日 15:30 | レポート         |       |                          | 味の素スタジアム 観客数: 10075人 |

| 2022年1月9日 15:30 | トヨタヴェルブリッツ | 中止 | 静岡ブルーレヴズ | 豊田スタジアム |
| 2022年1月9日 15:30 |                      |      |                  | 豊田スタジアム |

| 2022年1月9日 15:30 | NTTドコモレッドハリケーンズ大阪 | 22–43 | ブラックラムズ東京 | ヨドコウ桜スタジアム 観客数: 4566人 |
| 2022年1月9日 15:30 | レポート                        |       |                    | ヨドコウ桜スタジアム 観客数: 4566人 |

第2節
| 2022年1月15日 12:00 | シャイニングアークス東京ベイ浦安 | 9 - 19 | クボタスピアーズ船橋・東京ベイ | 秩父宮ラグビー場 観客数: 5998人 |
| 2022年1月15日 12:00 | レポート                         |        |                                | 秩父宮ラグビー場 観客数: 5998人 |

| 2022年1月15日 14:30 | 横浜キヤノンイーグルス | 55 - 21 | コベルコ神戸スティーラーズ | 日産スタジアム 観客数: 11233人 |
| 2022年1月15日 14:30 | レポート               |         |                            | 日産スタジアム 観客数: 11233人 |

| 2022年1月15日 14:30 | NTTドコモレッドハリケーンズ大阪 | 16 - 35 | 東芝ブレイブルーパス東京 | ヤンマースタジアム長居 観客数: 1572人 |
| 2022年1月15日 14:30 | レポート                        |         |                          | ヤンマースタジアム長居 観客数: 1572人 |

| 2022年1月16日 12:00 | 埼玉ワイルドナイツ | 中止 | グリーンロケッツ東葛 | 熊谷ラグビー場 |
| 2022年1月16日 12:00 |                    |      |                      | 熊谷ラグビー場 |

| 2022年1月16日 14:05 | 東京サンゴリアス | 50 - 8 | トヨタヴェルブリッツ | 味の素スタジアム 観客数: 7110人 |
| 2022年1月16日 14:05 | レポート         |        |                      | 味の素スタジアム 観客数: 7110人 |

| 2022年1月16日 14:30 | ブラックラムズ東京 | 中止 | 静岡ブルーレヴズ | 駒沢オリンピック公園総合運動場陸上競技場 |
| 2022年1月16日 14:30 |                    |      |                  | 駒沢オリンピック公園総合運動場陸上競技場 |

第3節
| 2022年1月22日 14:30 | 東芝ブレイブルーパス東京 | 中止 | ブラックラムズ東京 | 味の素スタジアム |
| 2022年1月22日 14:30 |                          |      |                    | 味の素スタジアム |

| 2022年1月22日 14:30 | シャイニングアークス東京ベイ浦安 | 中止 | グリーンロケッツ東葛 | 秩父宮ラグビー場 |
| 2022年1月22日 14:30 |                                  |      |                      | 秩父宮ラグビー場 |

| 2022年1月22日 14:30 | トヨタヴェルブリッツ | 中止 | NTTドコモレッドハリケーンズ大阪 | 豊田スタジアム |
| 2022年1月22日 14:30 |                      |      |                                 | 豊田スタジアム |

| 2022年1月22日 14:30 | コベルコ神戸スティーラーズ | 27 - 22 | クボタスピアーズ船橋・東京ベイ | ノエビアスタジアム神戸 観客数: 4921人 |
| 2022年1月22日 14:30 | レポート                   |         |                                | ノエビアスタジアム神戸 観客数: 4921人 |

| 2022年1月23日 14:30 | 埼玉ワイルドナイツ | 27 - 3 | 横浜キヤノンイーグルス | 熊谷ラグビー場 観客数: 6436人 |
| 2022年1月23日 14:30 | レポート           |        |                        | 熊谷ラグビー場 観客数: 6436人 |

| 2022年1月23日 14:30 | 静岡ブルーレヴズ | 中止 | 東京サンゴリアス | ヤマハスタジアム |
| 2022年1月23日 14:30 |                  |      |                  | ヤマハスタジアム |

第4節
| 2022年1月29日 12:00 | 東芝ブレイブルーパス東京 | 23 - 33 | トヨタヴェルブリッツ | 駒沢オリンピック公園総合運動場陸上競技場 観客数: 2841人 |
| 2022年1月29日 12:00 | レポート                 |         |                      | 駒沢オリンピック公園総合運動場陸上競技場 観客数: 2841人 |

| 2022年1月29日 14:30 | クボタスピアーズ船橋・東京ベイ | 59 - 26 | グリーンロケッツ東葛 | 江戸川区陸上競技場 観客数: 2379人 |
| 2022年1月29日 14:30 | レポート                       |         |                      | 江戸川区陸上競技場 観客数: 2379人 |

| 2022年1月29日 14:30 | コベルコ神戸スティーラーズ | 37 - 41 | 埼玉ワイルドナイツ | ノエビアスタジアム神戸 観客数: 5198人 |
| 2022年1月29日 14:30 | レポート                   |         |                    | ノエビアスタジアム神戸 観客数: 5198人 |

| 2022年1月30日 12:00 | ブラックラムズ東京 | 33 - 36 | 東京サンゴリアス | 秩父宮ラグビー場 観客数: 4524人 |
| 2022年1月30日 12:00 | レポート           |         |                  | 秩父宮ラグビー場 観客数: 4524人 |

| 2022年1月30日 14:30 | 横浜キヤノンイーグルス | 中止 | シャイニングアークス東京ベイ浦安 | ニッパツ三ツ沢球技場 |
| 2022年1月30日 14:30 |                        |      |                                  | ニッパツ三ツ沢球技場 |

| 2022年1月30日 14:30 | 静岡ブルーレヴズ | 36 - 13 | NTTドコモレッドハリケーンズ大阪 | ヤマハスタジアム 観客数: 2745人 |
| 2022年1月30日 14:30 | レポート         |         |                                 | ヤマハスタジアム 観客数: 2745人 |

第5節
| 2022年2月5日 14:30 | シャイニングアークス東京ベイ浦安 | 5 - 48 | 埼玉ワイルドナイツ | 秩父宮ラグビー場 観客数: 4306人 |
| 2022年2月5日 14:30 | レポート                         |        |                    | 秩父宮ラグビー場 観客数: 4306人 |

| 2022年2月5日 14:30 | 東芝ブレイブルーパス東京 | 59 - 26 | 静岡ブルーレヴズ | 駒沢オリンピック公園総合運動場陸上競技場 観客数: 2210人 |
| 2022年2月5日 14:30 | レポート                 |         |                  | 駒沢オリンピック公園総合運動場陸上競技場 観客数: 2210人 |

| 2022年2月5日 14:30 | トヨタヴェルブリッツ | 23 - 19 | ブラックラムズ東京 | パロマ瑞穂ラグビー場 観客数: 2421人 |
| 2022年2月5日 14:30 | レポート             |         |                    | パロマ瑞穂ラグビー場 観客数: 2421人 |

| 2022年2月6日 14:30 | グリーンロケッツ東葛 | 17 - 48 | コベルコ神戸スティーラーズ | 柏の葉公園総合競技場 観客数: 2648人 |
| 2022年2月6日 14:30 | レポート             |         |                            | 柏の葉公園総合競技場 観客数: 2648人 |

| 2022年2月6日 14:30 | 横浜キヤノンイーグルス | 21 - 50 | クボタスピアーズ船橋・東京ベイ | ニッパツ三ツ沢球技場 観客数: 3378人 |
| 2022年2月6日 14:30 | レポート               |         |                                | ニッパツ三ツ沢球技場 観客数: 3378人 |

| 2022年2月6日 14:30 | NTTドコモレッドハリケーンズ大阪 | 3 - 22 | 東京サンゴリアス | 東大阪市花園ラグビー場 観客数: 4339人 |
| 2022年2月6日 14:30 | レポート                        |        |                  | 東大阪市花園ラグビー場 観客数: 4339人 |

第6節
| 2022年2月19日 14:30 | ブラックラムズ東京 | 中止 | クボタスピアーズ船橋・東京ベイ | 駒沢オリンピック公園総合運動場陸上競技場 |
| 2022年2月19日 14:30 |                    |      |                                | 駒沢オリンピック公園総合運動場陸上競技場 |

| 2022年2月19日 14:30 | 静岡ブルーレヴズ | 18 - 28 | 横浜キヤノンイーグルス | ヤマハスタジアム 観客数: 2260人 |
| 2022年2月19日 14:30 | レポート         |         |                        | ヤマハスタジアム 観客数: 2260人 |

| 2022年2月19日 14:30 | トヨタヴェルブリッツ | 中止 | コベルコ神戸スティーラーズ | パロマ瑞穂ラグビー場 |
| 2022年2月19日 14:30 |                      |      |                            | パロマ瑞穂ラグビー場 |

| 2022年2月19日 17:00 | 埼玉ワイルドナイツ | 30 - 18 | 東芝ブレイブルーパス東京 | 熊谷ラグビー場 観客数: 3284人 |
| 2022年2月19日 17:00 | レポート           |         |                          | 熊谷ラグビー場 観客数: 3284人 |

| 2022年2月20日 14:30 | グリーンロケッツ東葛 | 中止 | 東京サンゴリアス | 柏の葉公園総合競技場 |
| 2022年2月20日 14:30 |                      |      |                  | 柏の葉公園総合競技場 |

| 2022年2月20日 14:30 | NTTドコモレッドハリケーンズ大阪 | 中止 | シャイニングアークス東京ベイ浦安 | 東大阪市花園ラグビー場 |
| 2022年2月20日 14:30 |                                 |      |                                  | 東大阪市花園ラグビー場 |

第7節
| 2022年2月26日 12:00 | グリーンロケッツ東葛 | 27 - 34 | 静岡ブルーレヴズ | 柏の葉公園総合競技場 観客数: 1718人 |
| 2022年2月26日 12:00 | レポート             |         |                  | 柏の葉公園総合競技場 観客数: 1718人 |

| 2022年2月26日 12:00 | コベルコ神戸スティーラーズ | 中止 | NTTドコモレッドハリケーンズ大阪 | ノエビアスタジアム神戸 |
| 2022年2月26日 12:00 |                            |      |                                 | ノエビアスタジアム神戸 |

| 2022年2月26日 13:30 | 埼玉ワイルドナイツ | 34 - 17 | 東京サンゴリアス | 熊谷ラグビー場 観客数: 7106人 |
| 2022年2月26日 13:30 | レポート           |         |                  | 熊谷ラグビー場 観客数: 7106人 |

| 2022年2月26日 14:30 | シャイニングアークス東京ベイ浦安 | 22 - 21 | 東芝ブレイブルーパス東京 | 江東区夢の島陸上競技場 観客数: 1569人 |
| 2022年2月26日 14:30 | レポート                         |         |                          | 江東区夢の島陸上競技場 観客数: 1569人 |

| 2022年2月26日 14:30 | クボタスピアーズ船橋・東京ベイ | 41 - 20 | トヨタヴェルブリッツ | 江戸川区陸上競技場 観客数: 3772人 |
| 2022年2月26日 14:30 | レポート                       |         |                      | 江戸川区陸上競技場 観客数: 3772人 |

| 2022年2月27日 13:00 | ブラックラムズ東京 | 12 - 30 | 横浜キヤノンイーグルス | 駒沢オリンピック公園総合運動場陸上競技場 観客数: 4370人 |
| 2022年2月27日 13:00 | レポート           |         |                        | 駒沢オリンピック公園総合運動場陸上競技場 観客数: 4370人 |

第8節
| 2022年3月4日 19:00 | 東京サンゴリアス | 56 - 17 | コベルコ神戸スティーラーズ | 秩父宮ラグビー場 観客数: 5280人 |
| 2022年3月4日 19:00 | レポート         |         |                            | 秩父宮ラグビー場 観客数: 5280人 |

| 2022年3月5日 12:00 | NTTドコモレッドハリケーンズ大阪 | 10 - 66 | 埼玉ワイルドナイツ | 東大阪市花園ラグビー場 観客数: 2342人 |
| 2022年3月5日 12:00 | レポート                        |         |                    | 東大阪市花園ラグビー場 観客数: 2342人 |

| 2022年3月5日 14:30 | クボタスピアーズ船橋・東京ベイ | 30 - 24 | 静岡ブルーレヴズ | 江戸川区陸上競技場 観客数: 2370人 |
| 2022年3月5日 14:30 | レポート                       |         |                  | 江戸川区陸上競技場 観客数: 2370人 |

| 2022年3月5日 14:30 | トヨタヴェルブリッツ | 31 - 22 | シャイニングアークス東京ベイ浦安 | パロマ瑞穂ラグビー場 観客数: 2498人 |
| 2022年3月5日 14:30 | レポート             |         |                                  | パロマ瑞穂ラグビー場 観客数: 2498人 |

| 2022年3月5日 17:00 | 東芝ブレイブルーパス東京 | 21 - 18 | 横浜キヤノンイーグルス | 秩父宮ラグビー場 観客数: 3078人 |
| 2022年3月5日 17:00 | レポート                 |         |                        | 秩父宮ラグビー場 観客数: 3078人 |

| 2022年3月6日 14:30 | ブラックラムズ東京 | 21 - 18 | グリーンロケッツ東葛 | 秩父宮ラグビー場 観客数: 1903人 |
| 2022年3月6日 14:30 | レポート           |         |                      | 秩父宮ラグビー場 観客数: 1903人 |

第9節
| 2022年3月11日 19:00 | 東京サンゴリアス | 33 - 29 | クボタスピアーズ船橋・東京ベイ | 秩父宮ラグビー場 観客数: 6572人 |
| 2022年3月11日 19:00 | レポート         |         |                                | 秩父宮ラグビー場 観客数: 6572人 |

| 2022年3月12日 12:30 | トヨタヴェルブリッツ | 26 - 51 | 埼玉ワイルドナイツ | 豊田スタジアム 観客数: 3910人 |
| 2022年3月12日 12:30 | レポート             |         |                    | 豊田スタジアム 観客数: 3910人 |

| 2022年3月12日 14:30 | 横浜キヤノンイーグルス | 49 - 24 | NTTドコモレッドハリケーンズ大阪 | 秩父宮ラグビー場 観客数: 3086人 |
| 2022年3月12日 14:30 | レポート               |         |                                 | 秩父宮ラグビー場 観客数: 3086人 |

| 2022年3月12日 14:30 | コベルコ神戸スティーラーズ | 56 - 21 | ブラックラムズ東京 | ノエビアスタジアム神戸 観客数: 3710人 |
| 2022年3月12日 14:30 | レポート                   |         |                    | ノエビアスタジアム神戸 観客数: 3710人 |

| 2022年3月13日 14:30 | シャイニングアークス東京ベイ浦安 | 10 - 27 | 静岡ブルーレヴズ | 江東区夢の島陸上競技場 観客数: 1558人 |
| 2022年3月13日 14:30 | レポート                         |         |                  | 江東区夢の島陸上競技場 観客数: 1558人 |

| 2022年3月13日 14:30 | 東芝ブレイブルーパス東京 | 37 - 18 | グリーンロケッツ東葛 | 秩父宮ラグビー場 観客数: 2988人 |
| 2022年3月13日 14:30 | レポート                 |         |                      | 秩父宮ラグビー場 観客数: 2988人 |

第10節
| 2022年3月18日 19:00 | 横浜キヤノンイーグルス | 20 - 9 | トヨタヴェルブリッツ | 秩父宮ラグビー場 観客数: 2767人 |
| 2022年3月18日 19:00 | レポート               |        |                      | 秩父宮ラグビー場 観客数: 2767人 |

| 2022年3月19日 12:00 | 埼玉ワイルドナイツ | 29 - 12 | ブラックラムズ東京 | 熊谷ラグビー場 観客数: 4005人 |
| 2022年3月19日 12:00 | レポート           |         |                    | 熊谷ラグビー場 観客数: 4005人 |

| 2022年3月19日 14:30 | 東芝ブレイブルーパス東京 | 28 - 43 | クボタスピアーズ船橋・東京ベイ | 秩父宮ラグビー場 観客数: 3807人 |
| 2022年3月19日 14:30 | レポート                 |         |                                | 秩父宮ラグビー場 観客数: 3807人 |

| 2022年3月19日 14:30 | NTTドコモレッドハリケーンズ大阪 | 15 - 10 | グリーンロケッツ東葛 | 東大阪市花園ラグビー場 観客数: 2059人 |
| 2022年3月19日 14:30 | レポート                        |         |                      | 東大阪市花園ラグビー場 観客数: 2059人 |

| 2022年3月20日 14:30 | 東京サンゴリアス | 69 - 29 | シャイニングアークス東京ベイ浦安 | 秩父宮ラグビー場 観客数: 6136人 |
| 2022年3月20日 14:30 | レポート         |         |                                  | 秩父宮ラグビー場 観客数: 6136人 |

| 2022年3月20日 14:30 | 静岡ブルーレヴズ | 中止 | コベルコ神戸スティーラーズ | ヤマハスタジアム |
| 2022年3月20日 14:30 |                  |      |                            | ヤマハスタジアム |

第11節
| 2022年3月27日 12:00 | クボタスピアーズ船橋・東京ベイ | 34 - 3 | NTTドコモレッドハリケーンズ大阪 | 新潟市陸上競技場 観客数: 2242人 |
| 2022年3月27日 12:00 | レポート                       |        |                                 | 新潟市陸上競技場 観客数: 2242人 |

| 2022年3月27日 14:00 | 横浜キヤノンイーグルス | 27 - 40 | 東京サンゴリアス | 昭和電工ドーム大分 観客数: 5393人 |
| 2022年3月27日 14:00 | レポート               |         |                  | 昭和電工ドーム大分 観客数: 5393人 |

| 2022年3月27日 14:30 | グリーンロケッツ東葛 | 10 - 36 | トヨタヴェルブリッツ | 柏の葉公園総合競技場 観客数: 1902人 |
| 2022年3月27日 14:30 | レポート             |         |                      | 柏の葉公園総合競技場 観客数: 1902人 |

| 2022年3月27日 14:30 | シャイニングアークス東京ベイ浦安 | 42 - 12 | ブラックラムズ東京 | 江東区夢の島陸上競技場 観客数: 1527人 |
| 2022年3月27日 14:30 | レポート                         |         |                    | 江東区夢の島陸上競技場 観客数: 1527人 |

| 2022年3月27日 14:30 | 静岡ブルーレヴズ | 25 - 26 | 埼玉ワイルドナイツ | ヤマハスタジアム 観客数: 3784人 |
| 2022年3月27日 14:30 | レポート         |         |                    | ヤマハスタジアム 観客数: 3784人 |

| 2022年3月27日 14:30 | コベルコ神戸スティーラーズ | 35 - 46 | 東芝ブレイブルーパス東京 | 東大阪市花園ラグビー場 観客数: 4600人 |
| 2022年3月27日 14:30 | レポート                   |         |                          | 東大阪市花園ラグビー場 観客数: 4600人 |

第12節
| 2022年4月9日 12:00 | 東京サンゴリアス | 42 - 3 | NTTドコモレッドハリケーンズ大阪 | 味の素スタジアム 観客数: 3034人 |
| 2022年4月9日 12:00 | レポート         |        |                                 | 味の素スタジアム 観客数: 3034人 |

| 2022年4月9日 14:30 | 埼玉ワイルドナイツ | 31 - 24 | シャイニングアークス東京ベイ浦安 | 熊谷ラグビー場 観客数: 4394人 |
| 2022年4月9日 14:30 | レポート           |         |                                  | 熊谷ラグビー場 観客数: 4394人 |

| 2022年4月9日 14:30 | 静岡ブルーレヴズ | 45 - 19 | ブラックラムズ東京 | ヤマハスタジアム 観客数: 2838人 |
| 2022年4月9日 14:30 | レポート         |         |                    | ヤマハスタジアム 観客数: 2838人 |

| 2022年4月9日 14:30 | クボタスピアーズ船橋・東京ベイ | 21 - 30 | 横浜キヤノンイーグルス | ヤマハスタジアム 観客数: 3364人 |
| 2022年4月9日 14:30 | レポート                       |         |                        | ヤマハスタジアム 観客数: 3364人 |

| 2022年4月10日 14:30 | トヨタヴェルブリッツ | 31 - 53 | 東芝ブレイブルーパス東京 | 豊田スタジアム 観客数: 4073人 |
| 2022年4月10日 14:30 | レポート             |         |                          | 豊田スタジアム 観客数: 4073人 |

| 2022年4月10日 14:30 | コベルコ神戸スティーラーズ | 57 - 28 | グリーンロケッツ東葛 | ノエビアスタジアム神戸 観客数: 3217人 |
| 2022年4月10日 14:30 | レポート                   |         |                      | ノエビアスタジアム神戸 観客数: 3217人 |

第13節
| 2022年4月15日 19:00 | シャイニングアークス東京ベイ浦安 | 5 - 35 | 横浜キヤノンイーグルス | 秩父宮ラグビー場 観客数: 4974人 |
| 2022年4月15日 19:00 | レポート                         |        |                        | 秩父宮ラグビー場 観客数: 4974人 |

| 2022年4月16日 14:30 | 埼玉ワイルドナイツ | 37 - 31 | コベルコ神戸スティーラーズ | 熊谷ラグビー場 観客数: 6074人 |
| 2022年4月16日 14:30 | レポート           |         |                            | 熊谷ラグビー場 観客数: 6074人 |

| 2022年4月16日 14:30 | ブラックラムズ東京 | 22 - 43 | 東芝ブレイブルーパス東京 | 秩父宮ラグビー場 観客数: 4159人 |
| 2022年4月16日 14:30 | レポート           |         |                          | 秩父宮ラグビー場 観客数: 4159人 |

| 2022年4月16日 17:00 | NTTドコモレッドハリケーンズ大阪 | 25 - 38 | トヨタヴェルブリッツ | ヤマハスタジアム 観客数: 2491人 |
| 2022年4月16日 17:00 | レポート                        |         |                      | ヤマハスタジアム 観客数: 2491人 |

| 2022年4月17日 14:30 | グリーンロケッツ東葛 | 41 - 71 | クボタスピアーズ船橋・東京ベイ | 柏の葉公園総合競技場 観客数: 2767人 |
| 2022年4月17日 14:30 | レポート             |         |                                | 柏の葉公園総合競技場 観客数: 2767人 |

| 2022年4月17日 14:30 | 東京サンゴリアス | 56 - 27 | 静岡ブルーレヴズ | 秩父宮ラグビー場 観客数: 4695人 |
| 2022年4月17日 14:30 | レポート         |         |                  | 秩父宮ラグビー場 観客数: 4695人 |

第14節
| 2022年4月22日 19:00 | 東芝ブレイブルーパス東京 | 35 - 7 | NTTドコモレッドハリケーンズ大阪 | 秩父宮ラグビー場 観客数: 5545人 |
| 2022年4月22日 19:00 | レポート                 |        |                                 | 秩父宮ラグビー場 観客数: 5545人 |

| 2022年4月23日 12:00 | クボタスピアーズ船橋・東京ベイ | 40 - 32 | コベルコ神戸スティーラーズ | 江戸川区陸上競技場 観客数: 4643人 |
| 2022年4月23日 12:00 | レポート                       |         |                            | 江戸川区陸上競技場 観客数: 4643人 |

| 2022年4月23日 14:30 | 横浜キヤノンイーグルス | 24 - 33 | 埼玉ワイルドナイツ | 日産スタジアム 観客数: 8299人 |
| 2022年4月23日 14:30 | レポート               |         |                    | 日産スタジアム 観客数: 8299人 |

| 2022年4月23日 17:00 | 静岡ブルーレヴズ | 15 - 18 | トヨタヴェルブリッツ | ヤマハスタジアム 観客数: 3767人 |
| 2022年4月23日 17:00 | レポート         |         |                      | ヤマハスタジアム 観客数: 3767人 |

| 2022年4月24日 14:30 | グリーンロケッツ東葛 | 34 - 38 | シャイニングアークス東京ベイ浦安 | 柏の葉公園総合競技場 観客数: 2559人 |
| 2022年4月24日 14:30 | レポート             |         |                                  | 柏の葉公園総合競技場 観客数: 2559人 |

| 2022年4月24日 14:30 | 東京サンゴリアス | 30 - 3 | ブラックラムズ東京 | 秩父宮ラグビー場 観客数: 5901人 |
| 2022年4月24日 14:30 | レポート         |        |                    | 秩父宮ラグビー場 観客数: 5901人 |

第15節
| 2022年4月30日 13:00 | ブラックラムズ東京 | 17 - 64 | トヨタヴェルブリッツ | 秩父宮ラグビー場 観客数: 4657人 |
| 2022年4月30日 13:00 | レポート           |         |                      | 秩父宮ラグビー場 観客数: 4657人 |

| 2022年5月1日 14:30 | グリーンロケッツ東葛 | 10 - 39 | 埼玉ワイルドナイツ | 柏の葉公園総合競技場 観客数: 4127人 |
| 2022年5月1日 14:30 | レポート             |         |                    | 柏の葉公園総合競技場 観客数: 4127人 |

| 2022年5月1日 17:00 | 東芝ブレイブルーパス東京 | 27 - 3 | 東京サンゴリアス | 味の素スタジアム 観客数: 10169人 |
| 2022年5月1日 17:00 | レポート                 |        |                  | 味の素スタジアム 観客数: 10169人 |

| 2022年5月1日 12:00 | クボタスピアーズ船橋・東京ベイ | 40 - 13 | シャイニングアークス東京ベイ浦安 | 江戸川区陸上競技場 観客数: 3305人 |
| 2022年5月1日 12:00 | レポート                       |         |                                  | 江戸川区陸上競技場 観客数: 3305人 |

| 2022年5月1日 14:30 | NTTドコモレッドハリケーンズ大阪 | 中止 | 静岡ブルーレヴズ | 東大阪市花園ラグビー場 |
| 2022年5月1日 14:30 |                                 |      |                  | 東大阪市花園ラグビー場 |

| 2022年5月1日 14:30 | コベルコ神戸スティーラーズ | 42 - 33 | 横浜キヤノンイーグルス | ノエビアスタジアム神戸 観客数: 5279人 |
| 2022年5月1日 14:30 | レポート                   |         |                        | ノエビアスタジアム神戸 観客数: 5279人 |

第16節
| 2022年5月7日 17:00 | 埼玉ワイルドナイツ | 35 - 14 | クボタスピアーズ船橋・東京ベイ | 熊谷ラグビー場 観客数: 9,099人 |
| 2022年5月7日 17:00 | レポート           |         |                                | 熊谷ラグビー場 観客数: 9,099人 |

| 2022年5月7日 14:30 | ブラックラムズ東京 | 中止 | NTTドコモレッドハリケーンズ大阪 | 秩父宮ラグビー場 |
| 2022年5月7日 14:30 |                    |      |                                 | 秩父宮ラグビー場 |

| 2022年5月7日 14:30 | トヨタヴェルブリッツ | 中止 | 東京サンゴリアス | 豊田スタジアム |
| 2022年5月7日 14:30 |                      |      |                  | 豊田スタジアム |

| 2022年5月8日 14:30 | シャイニングアークス東京ベイ浦安 | 34 - 74 | コベルコ神戸スティーラーズ | ユアテックスタジアム仙台 観客数: 3,911人 |
| 2022年5月8日 14:30 | レポート                         |         |                            | ユアテックスタジアム仙台 観客数: 3,911人 |

| 2022年5月8日 14:30 | 静岡ブルーレヴズ | 29 - 33 | 東芝ブレイブルーパス東京 | ヤマハスタジアム 観客数: 6,326人 |
| 2022年5月8日 14:30 | レポート         |         |                          | ヤマハスタジアム 観客数: 6,326人 |

| 2022年5月8日 12:00 | 横浜キヤノンイーグルス | 26 - 14 | グリーンロケッツ東葛 | 昭和電工ドーム大分 観客数: 4,683人 |
| 2022年5月8日 12:00 | レポート               |         |                      | 昭和電工ドーム大分 観客数: 4,683人 |

### プレーオフトーナメント
|  | 準決勝                         | 準決勝 |                          |    | 決勝/3位決定戦 | 決勝/3位決定戦 |
|  |                                |        |                          |    |                |                |
|  | A                              |        |                          |    |                |                |
|  |                                |        |                          |    |                |                |
|  | 東京サンゴリアス               | 30     |                          |    |                |                |
|  | 東京サンゴリアス               | 30     | C                        |    |                |                |
|  | 東芝ブレイブルーパス東京       | 24     |                          |    |                |                |
|  | 東芝ブレイブルーパス東京       | 24     | 東京サンゴリアス         | 12 |                |                |
|  | B                              |        | 東京サンゴリアス         | 12 |                |                |
|  |                                |        | 埼玉ワイルドナイツ       | 18 |                |                |
|  | 埼玉ワイルドナイツ             | 24     | 埼玉ワイルドナイツ       | 18 |                |                |
|  | 埼玉ワイルドナイツ             | 24     |                          |    |                |                |
|  | クボタスピアーズ船橋・東京ベイ | 10     |                          |    | D              | D              |
|  | クボタスピアーズ船橋・東京ベイ | 10     |                          |    | D              | D              |
|  |                                |        | 東芝ブレイブルーパス東京 | 15 |                |                |
|  |                                |        | 東芝ブレイブルーパス東京 | 15 |                |                |
|  | クボタスピアーズ船橋・東京ベイ | 23     |                          |    |                |                |
|  | クボタスピアーズ船橋・東京ベイ | 23     |                          |    |                |                |

準決勝
| 2022年5月21日 14:30 | 東京サンゴリアス | 30 - 24 | 東芝ブレイブルーパス東京 | 花園ラグビー場 観客数: 7,525人 レフリー: 滑川剛人 |
| 2022年5月21日 14:30 | レポート         |         |                          | 花園ラグビー場 観客数: 7,525人 レフリー: 滑川剛人 |

| 2022年5月22日 14:00 | 埼玉ワイルドナイツ | 24 - 10 | クボタスピアーズ船橋・東京ベイ | 秩父宮ラグビー場 観客数: 15,482人 レフリー: 川原佑 |
| 2022年5月22日 14:00 | レポート           |         |                                | 秩父宮ラグビー場 観客数: 15,482人 レフリー: 川原佑 |

3位決定戦
| 2022年5月28日 12:00 | 東芝ブレイブルーパス東京 | 15 - 23 | クボタスピアーズ船橋・東京ベイ | 秩父宮ラグビー場 観客数: 6,974人 レフリー: 木村陽介 |
| 2022年5月28日 12:00 | レポート                 |         |                                | 秩父宮ラグビー場 観客数: 6,974人 レフリー: 木村陽介 |

決勝
| 2022年5月29日 15:00 | 東京サンゴリアス                                | 12 - 18  | 埼玉ワイルドナイツ                                                                                      | 国立競技場 観客数: 33,604人 レフリー: 久保修平 |
| 2022年5月29日 15:00 | PG: ダミアン・マッケンジー (4/4) 6' 52' 57' 66' | レポート | T: マリカ・コロインベテ 28' c ディラン・ライリー 73' m G: 山沢拓也 (1/2) 29' PG: 山沢拓也 (2/5) 14' 64' | 国立競技場 観客数: 33,604人 レフリー: 久保修平 |

| FB                | 15 | ダミアン・マッケンジー |
| RW                | 14 | 尾崎晟也               |
| OC                | 13 | サム・ケレビ           |
| IC                | 12 | 中村亮土               |
| LW                | 11 | テビタ・リー           |
| FH                | 10 | 田村熙                 |
| SH                | 9  | 流大                   |
| N8                | 8  | トム・サンダース       |
| OF                | 7  | 小澤直輝               |
| BF                | 6  | 飯野晃司               |
| RL                | 5  | 小林航                 |
| LL                | 4  | ツイヘンドリック       |
| TP                | 3  | 垣永真之介             |
| HK                | 2  | 北出卓也               |
| LP                | 1  | 石原慎太郎             |
| リザーブメンバー: |    |                        |
| HK                | 16 | 堀越康介               |
| PR                | 17 | 森川由起乙             |
| PR                | 18 | セミセ・タラカイ       |
| LK                | 19 | 辻雄康                 |
| FL                | 20 | テビタ・タタフ         |
| SH                | 21 | 齋藤直人               |
| FH                | 22 | 中野将伍               |
| CE                | 23 | 尾崎泰雅               |
| コーチ:           |    |                        |
| ミルトン・ヘイグ  |    |                        |

| FB                 | 15 | 野口竜司               |
| RW                 | 14 | 竹山晃暉               |
| OC                 | 13 | ディラン・ライリー     |
| IC                 | 12 | ハドリー・パークス     |
| LW                 | 11 | マリカ・コロインベテ   |
| FH                 | 10 | 山沢拓也               |
| SH                 | 9  | 内田啓介               |
| N8                 | 8  | 布巻峻介               |
| OF                 | 7  | ラクラン・ボーシェー   |
| BF                 | 6  | ベン・ガンター         |
| RL                 | 5  | ジョージ・クルーズ     |
| LL                 | 4  | ジャック・コーネルセン |
| TP                 | 3  | 藤井大喜               |
| HK                 | 2  | 坂手淳史               |
| LP                 | 1  | 稲垣啓太               |
| リザーブメンバー:  |    |                        |
| HK                 | 16 | 堀江翔太               |
| PR                 | 17 | 平野翔平               |
| PR                 | 18 | ヴァルアサエリ愛       |
| LK                 | 19 | 長谷川崚太             |
| FL                 | 20 | 谷昌樹                 |
| SH                 | 21 | 小山大輝               |
| FH                 | 22 | ヴィンス・アソ         |
| CE                 | 23 | セミシ・トゥポウ       |
| コーチ:            |    |                        |
| ロビー・ディーンズ |    |                        |

### 入替戦
DIVISION 2との入替戦
| 2022年5月21日 12:00 | シャイニングアークス東京ベイ浦安 | 25-33 | 三菱重工相模原ダイナボアーズ | 秩父宮ラグビー場 観客数: 2,986人 |
| 2022年5月21日 12:00 | レポート                         |       |                              | 秩父宮ラグビー場 観客数: 2,986人 |

| 2022年5月20日 19:00 | グリーンロケッツ東葛 | 33-10 | 三重ホンダヒート | 秩父宮ラグビー場 観客数: 2,269人 |
| 2022年5月20日 19:00 | レポート             |       |                  | 秩父宮ラグビー場 観客数: 2,269人 |

| 2022年5月28日 16:40 | 三菱重工相模原ダイナボアーズ | 33-19 | シャイニングアークス東京ベイ浦安 | 東大阪市花園ラグビー場 観客数: 3,329人 |
| 2022年5月28日 16:40 | レポート                     |       |                                  | 東大阪市花園ラグビー場 観客数: 3,329人 |

| 2022年5月27日 19:00 | 三重ホンダヒート | 24-22 | グリーンロケッツ東葛 | 東大阪市花園ラグビー場 観客数: 1,068人 |
| 2022年5月27日 19:00 | レポート         |       |                      | 東大阪市花園ラグビー場 観客数: 1,068人 |

## 出来事
（特記なきものは2022年）
- 2021年10月4日 - リーグ再編後の開幕戦として、2022年1月7日（この段階では会場未定としていたが、10月13日に正式に国立競技場で開催することが正式決定した）に、ナイトゲームで「S東京ベイ対埼玉WK」を開催することを発表する[15]（のちに後述の通り開催中止となる）
- 2021年10月26日 - 上記開幕戦のチケット発売概要が発表され、11月11日のJRFUメンバーズ（Ticket Rugby）、並びに当該試合のホスト（主催）扱いクラブとなる東京ベイのファンクラブ・プレミアム、レギュラー会員対象の先行抽選発売から順次発売を開始し、一般向けのチケット発売は12月10日から発売すると発表。一部の座席は収容人員制限率100%とすることも発表された[16]
- 2021年11月25日 - 上記開幕戦に特設される予定のメインスタンドのラウンジ席「オープニングセレブレーションシートプレミア（1席52,000円）」、および「オープニングセレブレーションシート（1席32,000円）」が予定販売枚数に達し完売したことが発表された[17]。
- 1月2日 - GR東葛に選手登録していたブレイク・ファーガソンが、2021年12月30日に、違法薬物を所持したとして警察に逮捕されたことを受け、GR東葛は同日付をもってファーガソンとの選手契約を解除したと発表した[18]。
- 1月5日 - 1月7日に国立で開幕戦として施行される予定であった「S東京ベイ-埼玉WK」が、埼玉WKの選手から新型コロナウイルス感染症の陽性反応者が多数出た（6名が陽性反応者、3名が検査中、さらに残り選手も濃厚接触者として認定を受ける）ことから、キックオフ予定時間48時間前までに、出場登録に必要な登録人数が揃わないとして、「ジャパンラグビー リーグワン2022シーズン公式戦実施要項」第43条および新型コロナウイルス感染症対応ガイドラインを適用基準に基づき、開幕戦、並びにその前座に予定していた開会セレモニーも含め開催中止、S東京ベイの不戦勝扱い（勝ち点はS東京ベイに5点、埼玉WKに0点）となった。これにより、時系列の上で最も最速で12時からキックオフされる予定の「神戸S-SA浦安（於・神戸総合運動公園ユニバー記念競技場）」が事実上の開幕カードとなった[19]
- 1月10日・1月11日 - ディビジョン3開幕戦として1月16日に試合開催が予定された「九州KV対中国RR」「宗像B対愛知S」「江東BS対昭島WG」がすべて中止となる。
- 2月10日 - リーグ戦成立要件を、各ディビジョンごとに予定された試合数の50%以上が消化できた場合に大会を成立すると発表。50%に満たないことが確定、または推定されると判断された場合は4月17日までに大会を成立させるか否かを判断し、その場合順位決定トーナメントを行う予定とした。[20]。
  - また、登録者数不足による試合中止となった場合の扱いについて、「一方のチームに帰責性がある場合はそのチームの0-21(3T3G)の不戦敗扱いとし、帰責性のないチームに対して勝ち点5を与える」「双方のチームに帰責性がある場合は、双方0-0の不戦敗（勝ち点も付与せず）扱いとする」「不可抗力による中止となった場合は、双方0-0の引き分け（勝ち点は双方に2ずつを与える）扱いとする。ただし、コロナ感染症に起因しない中止であっても、帰責性によっては、同様の勝ち点・得失点を取り扱うものとする」との取り決めがなされたほか、入れ替え戦についても2試合のうち1試合でも開催できれば成立と見なすが、2試合とも開催中止となった場合は日程延期を前提として検討するとした
- 3月16日 - SA浦安、RH大阪のチーム再編成が発表。NTTグループのシンボルチーム(新チーム)がSA浦安を継承し、社員主体となるNTTドコモチームは再審査されることとなった。[21][22]
- 3月30日 - 宗像Bが5月末日をもって活動休止することが決定したと、サニックスが発表。[23]
- 4月14日 - 宗像Bの昇格機会の辞退[24]、NTTドコモの参加申請の受理[25] 及びそれに伴う入れ替え戦フォーマット変更の発表[11]。
- 2022シーズンのDIVISION1では、78試合中18試合が新型コロナウイルス感染症の影響で中止となった[26]。

## 個人賞
- 個人賞についてはJAPAN RUGBY LEAGUE ONE個人賞獲得者一覧を参照のこと。

## レフリー

### パネルレフリー
2022シーズンでレフリーを担当する。例年、日本ラグビーフットボール協会A級レフリーから選出される。「パネル（panel）」とは「選抜された」「招待された」などの意味。
| - 新井卓也 - 梶原晃久 - 蒲牟田卓 - 川原佑 - 北村浩士 | - 木村陽介 - 久保修平 - 佐藤芳昭 - 関谷惇大 - 立川誠道 | - 手束伊吹 - 滑川剛人 - 橋元教明 - 古瀬健樹 - 前田樹 | - 八木聖也 - 山本篤志 |

## 試合中継メディア

### J SPORTS
J SPORTSが事業共創パートナーに就任しており、リーグワン全試合のテレビ・インターネット中継の放映権を取得している。
DIVISION1とDIVISION2について、4つのテレビ放送チャンネルを活用し、全試合ノーカット実況中継する。DIVISION2は、DIVISION1と同時刻の場合に録画放送となる場合がある。DIVISION1の試合を対象とした『ジャパンラグビー リーグワン2022【30分1本勝負!】』 と題した1試合30分のダイジェスト中継を随時放送。
DIVISION3を含むすべての試合について、「J SPORTSオンデマンド」で生中継配信する。ただし、DIVISION3ではカメラが1台から数台で、実況アナウンスは無い。
全DIVISIONについて、『ラグビー わんだほー! 〜ラグビー情報番組〜』（初回は月曜22時から、以後随時再放送）で、当該週の試合ハイライトを毎週1時間ずつ放送。

### J SPORTS以外 の メディア
2022年1月7日の開幕戦（S東京ベイ対埼玉WK）は、ニッポン放送によるラジオ独占完全実況生中継や、BS日テレによるテレビ中継も予定されていたが、新型コロナウイルスの影響で試合中止となった。
BS朝日「ラグビーウィークリー」では、毎週月曜23時から24分間、リーグワンの一部の試合を映像を使用して報道。
| メディア                | 回数 | 備考（原則としてホストチームを表記）                                 |
| ----------------------- | ---- | -------------------------------------------------------------------- |
| 日本テレビ 全国ネット   | 1    | 決勝戦                                                               |
| BS日テレ 全国           | 5    | 東京SG×トヨタV、S東京ベイ×RH大阪、 東京SG×静岡BR、 準決勝、3位決定戦 |
| 日本テレビ 関東ローカル | 3    | 埼玉WK×神戸S、埼玉WK×東京SG、 準決勝                                 |
| Hulu 全国               | 8    | 日本テレビ・BS日テレに ほぼ準ずる                                    |
| IBC岩手放送             | 5    | 釜石SW                                                               |
| テレビ埼玉              | 4    | 埼玉WK                                                               |
| 千葉テレビ              | 1    | GR東葛×S東京ベイ                                                     |
| テレビ神奈川            | 4    | 横浜E、相模原D                                                       |
| 静岡放送                | 1    | 静岡BR                                                               |
| 岐阜放送                | 1    | トヨタV                                                              |
| 読売テレビ              | 1    | 神戸S                                                                |
| テレビ大分              | 2    | 横浜E                                                                |

| メディア                      | 回数 | 備考（原則としてホストチームを表記） |
| ----------------------------- | ---- | ------------------------------------ |
| J:COM 埼玉エリア              | 1    | 埼玉WK                               |
| J:COM 千葉エリア              | 2    | GR東葛、S東京ベイ                    |
| J:COM 東京エリア              | 3    | 東京SG×BR東京、 東京SG、BL東京       |
| J:COM 神奈川エリア            | 3    | 横浜E、相模原D                       |
| J:COM 大阪エリア              | 2    | 花園L                                |
| J:COM 兵庫エリア              | 1    | 神戸S                                |
| dTV 全国                      | 11   | RH大阪、 SA浦安                      |
| FM NACK5                      | 1    | 埼玉WK                               |
| FMクマガヤ                    | 1    | 埼玉WK                               |
| FM Haro! （浜松エフエム放送） | 5    | 静岡BR                               |

### YouTube リーグワン公式チャンネル
YouTube公式チャンネル「ジャパンラグビー リーグワン」では、10分弱の試合ハイライトなどを配信。